# Joseph P. Bradley

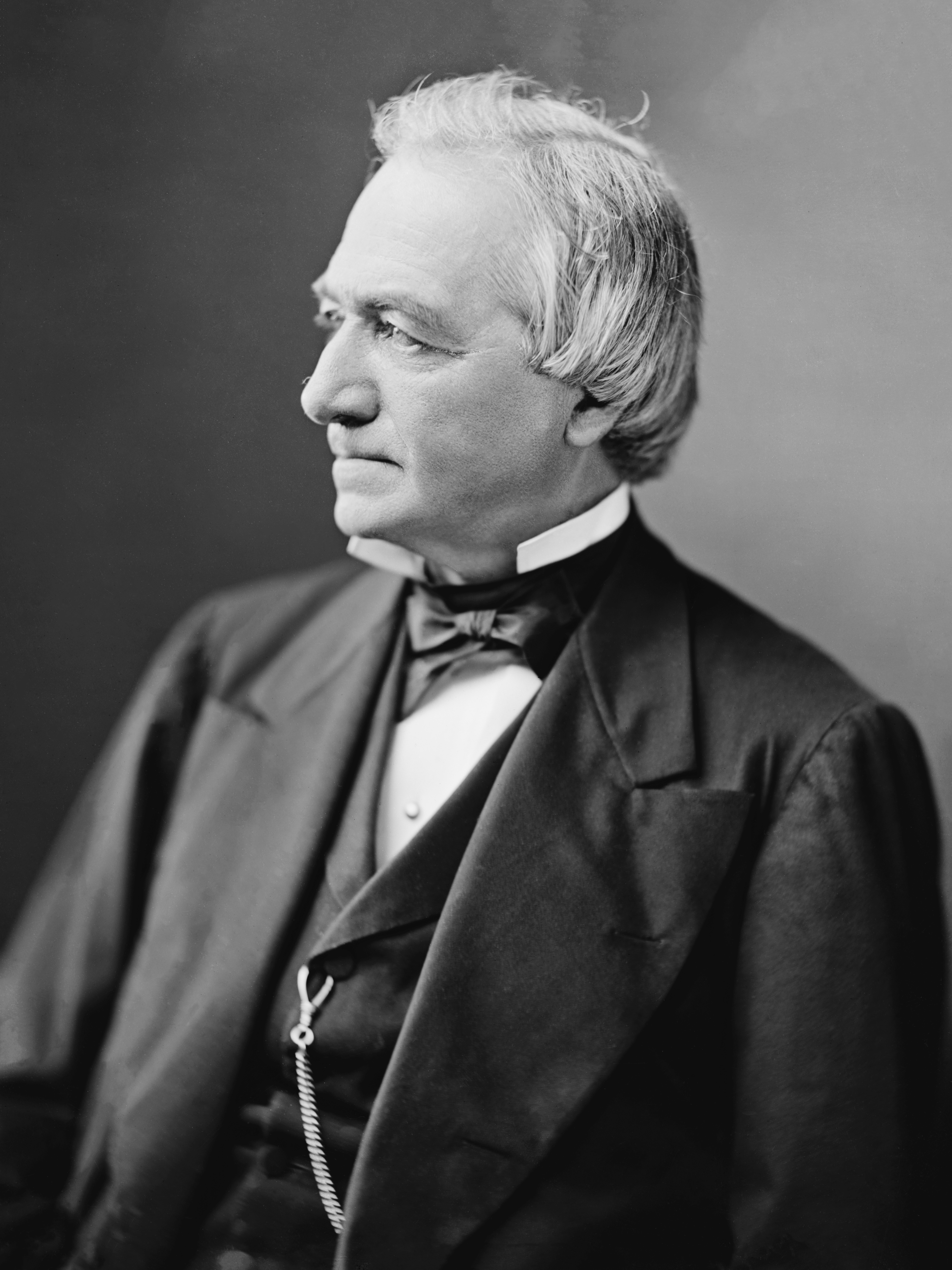
Joseph P. Bradley

Joseph Philo Bradley (* 14. März 1813 in Berne, New York; † 22. Januar 1892 in Washington, D.C.) war ein US-amerikanischer Jurist, der unter anderem fast 22 Jahre Richter am Obersten Gerichtshof der USA (US Supreme Court) war.

## Leben
Nach dem Besuch der Dutch Reformed Church of Berne studierte Bradley an der Rutgers University. Im Anschluss war er Schulleiter der Millstone Academy und studierte daneben durch seinen Freund Frederick T. Frelinghuysen inspiriert Rechtswissenschaften. Nachdem er 1839 die anwaltliche Zulassung im Bundesstaat New Jersey erhalten hatte, nahm er eine Tätigkeit als Rechtsanwalt auf.
Als durch den Judiciary Act of 1869 eine neue Richterstelle im Obersten Gerichtshof der USA geschaffen wurde, wurde Bradley, der ursprünglich Anhänger der Whig Party und später der Republikanischen Partei war, von US-Präsident Ulysses S. Grant am 23. März 1870 zum Beigeordneten Richter am Obersten Gerichtshof der USA berufen. Das Amt des Associate Justice übte er bis zu seinem Tod durch eine Tuberkuloseerkrankung am 22. Januar 1892 aus. Bradley wurde auf dem Mount Pleasant Cemetery in New Jersey beigesetzt. Nach seinem Tode folgte ihm George Shiras junior als Beigeordneter Richter am US Supreme Court.

## Werk
1877 gehörte er zu den Mitgliedern einer fünfzehnköpfigen Wahlkommission, die sich zu gleichen Teilen aus je fünf Mitgliedern des US-Repräsentantenhauses, des US-Senats und des Obersten Gerichtshofes zusammensetzte, und über den Disput bei den US-Präsidentschaftswahlen 1876 entscheiden musste. Die Wahlkommission entschied am 2. März endgültig, dass Rutherford B. Hayes die drei Südstaaten (und somit die Gesamtwahl gegen Samuel J. Tilden) gewonnen habe (dabei stimmten die jeweiligen Parteimitglieder jeweils für ihren Kandidaten). Am 5. März 1876 wurde Hayes als neuer Präsident vereidigt.
Während seiner Zugehörigkeit zum US Supreme Court wirkte er unter anderem im März 1880 an der Entscheidung zum Verfahren Strauder v. West Virginia mit, nach der der generelle Ausschluss von Schwarzen von Geschworenengerichten verfassungswidrig ist, weil dies gegen den 14. Zusatzartikel zur Verfassung der USA verstößt.

## Veröffentlichungen
- A Memoir of Theodore Strong, LL.D.: Prepared at the Request of The National Academy of Science, 1879
- Family Notes Respecting the Bradley Family of Fairfield, and Our Descent Therefrom: With Notices, 1894
- Miscellaneous writings of the late Hon. Joseph P. Bradley posthum 1902